# Ursulinas del Sacro Monte de Varallo
La Congregación de Hermanas Ursulinas del Sacro Monte de Varallo (oficialmente en italiano: Istituto delle Suore Orsoline del Sacro Monte di Varallo) es un congregación religiosa católica femenina, de vida apostólica y de derecho pontificio, fundada en 1889 por la religiosa italiana Clotilde Verno, en Scopa. A las religiosas de este instituto se les conoce como Ursulinas del Sacro Monte de Varallo, y posponen a sus nombres las siglas S.O.S.M.V.

## Historia
La congregación fue fundada por Clotilde Verno en Scopa, en el valle de Valsesia (Italia), con la ayuda de su prima Estella Valenti, aconsejadas por el párroco del pueblo Alfonso Chiara. En 1889 abrieron una escuela y un laboratorio para la atención de los niños y comenzaron a hacer turnos para visitar a los enfermos a domicilio. Pero no fue sino solo hasta 1907, cuando tuvieron su primera casa oficial en el Sacro Monte di Varallo.
El instituto recibió la aprobación como instituto secular de derecho diocesano por el obispo Edoardo Pulciano, de la diócesis de Novara, el 1 de mayo de 1902, con el nombre de Compañía de Ursulinas Seculares. Las primeras religiosas profesaron sus votos el 29 de julio de ese mismo año. El papa Pío XI, convirtió el instituto en una congregación religiosa de derecho pontificio, mediante decretum laudis del 1 de mayo de 1930.

## Organización
La Congregación de Hermanas Ursulinas del Sacro Monte de Varallo es un instituto religioso de derecho pontificio y centralizado, cuyo gobierno es ejercido por una superiora general. La sede central se encuentra en Roma (Italia).
Las Ursulinas del Sacro Monte de Varallo se dedican a la colaboración en las actividades parroquiales. En 2017, el instituto contaba con 26 religiosas y 6 comunidades, presentes en Colombia, España, Italia y Perú.